# Gedenkblatt für die Angehörigen unserer gefallenen Helden

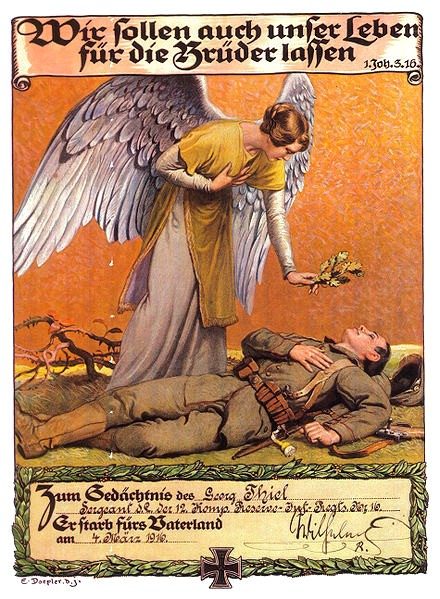
Gedenkblatt für die Angehörigen unserer gefallenen Helden

Das Gedenkblatt für die Angehörigen unserer gefallenen Helden war eine Farblithographie des Graphikers Emil Doepler im Ersten Weltkrieg.

## Beschreibung
Der Druck mit den Maßen 44 cm × 32 cm, zeigt einen Engel, der einem am Boden liegenden Soldaten, einen Eichenzweig darreicht. Oben auf dem Gedenkblatt befindet sich der Bibelspruch: „Wir sollen auch unser Leben für die Brüder lassen.“ (1. Johannes 3,16 ) Unten ist ein Rahmen von Lorbeeren mit dem Epitaph „Zum Gedächtnis des … Er starb fürs Vaterland am …“ und der Faksimile-Unterschrift „Wilhelm R.“ zu sehen. Ein Eisernes Kreuz von 1914 bildet den unteren Abschluss. Der Name und der Truppenteil des Gefallenen, das Datum wurden hier handschriftlich vermerkt.

## Geschichte
Per allerhöchster Kabinettsorder wurde am 27. Januar 1915 von Kaiser Wilhelm II. anlässlich seines Geburtstages das Gedenkblatt für die Hinterbliebenen der gefallenen deutschen Soldaten in Auftrag gegeben. Im Februar genehmigte der Monarch den Entwurf von Emil Doepler und wählte selbst den Bibelspruch. Es sollte den Dank des Vaterlandes ausdrücken und als eine bleibende Erinnerung den Angehörigen dienen. Das Gedenkblatt wurde antragslos beim Tod eines deutschen Kombattanten in Kriegsfolge zuerkannt. Das zumeist in der Garnison verbliebene Ersatzbataillon des entsprechenden Regiments ermittelte hierzu die Heimatadresse und verschickte bzw. überbrachte das Gedenkblatt an die nächsten Angehörigen. Bei verheirateten Soldaten war dies die Ehefrau, bei Ledigen die Eltern, gemäß der gesetzlichen Erbfolge. Der entsprechende Erlass wurde vom Kriegsministerium am 29. März 1915 ausgestellt. Angehörige zuvor Gefallener wurden rückwirkend bedacht. Die Vergabepraxis blieb bis Kriegsende bestehen.
Entsprechende staatliche Gedenkblätter gab es in Bayern, Sachsen, Württemberg, Sachsen-Weimar, Lippe und Schaumburg-Lippe sowie in Frankreich, im Britischen Reich und in den USA.